# Lago Cobá
El Lago Cobá es un lago localizada cerca de la antigua ciudad Maya de Cobá en el centro del estado mexicano de Quintana Roo. El lago de forma casi circular tiene una zona de caña, en donde se encuentran cocodrilos. Una tirolesa cruza el lago. Un lago de tamaño similar, el Lago Makanxoc se encuentra al este del lago Cobá.